# Egon Hostovský
Egon Hostovský, né le 23 avril 1908 à Hronov et mort le 7 mai 1973 à Montclair (New Jersey), est un écrivain tchèque de Bohême.

## Biographie
Il a commencé ses études au gymnasium de Náchod en 1927, puis a étudié la philosophie à Prague et à l’université de Vienne en 1929, sans obtenir de diplôme.
Il est retourné à Prague en 1930 et a travaillé comme rédacteur dans plusieurs maisons d'édition.
En 1937, Hostovský rejoint le ministère des Affaires étrangères tchécoslovaque et en 1939 il est affecté à Bruxelles, d'où, après l'occupation de la Tchécoslovaquie le 15 mars 1939, il émigre à Paris. Après l'occupation de Paris en 1940, il s'enfuit au Portugal, puis, en 1941, aux États-Unis d'Amérique, où il a travaillé au consulat tchécoslovaque de New York.
Après la Seconde Guerre mondiale, il retourna en Tchécoslovaquie, travailla au ministère des Affaires étrangères, et en 1948 il se rendit au Danemark, puis en Norvège et enfin aux États-Unis, où il a travaillé en tant qu'enseignant de langue tchèque et plus tard comme journaliste et rédacteur en chef de Radio Free Europe.
Egon Hostovský a dans la première période de sa vie écrit sur la solitude des intellectuels juifs de son pays et, par l'atmosphère dense de ses romans, été « étiqueté » disciple de Kafka. Lors de l'invasion de la Tchécoslovaquie par les Allemands, il fuit en France puis de nouveau, vers les États-Unis en 1940. Ses romans deviennent plus engagés.
« Ce qui séduit chez Hovstovski, c'est cet humour secret, cet humour douloureux qui me fait penser à celui de Charlie Chaplin, l'humour des pas de chance » Claude Morgan.
Son roman, le Vertige de minuit, a inspiré le film de Henri-Georges Clouzot, Les Espions.
Après la mort de Hostovský, un prix littéraire, le prix Egon Hostovský, a été fondé en son nom par sa veuve. 

## Œuvres
- L'Incendiaire, traduit par Michel-Léon Hirsch, préface de Claude Morgan, Paris, Éditions Stock, 1947, collection Le Cabinet cosmopolite
- Le Vertige de minuit, traduit de l'anglais par Michel Manoll, Paris, Éditions Robert Laffont, 1957.
- La Charité mène le bal, traduit par J. et P. Cep, Paris, Robert Laffont, 1959 collection Pavillons.
- La Maison sans maitre, traduit par Fred. Bérence, Paris, Plon, 1949, collection feux croisés.